# ホームメイドスイートピー
『ホームメイドスイートピー』は、しるき～ずこねくとより2022年9月30日に発売されたアダルトゲーム。萌えゲーアワード2022にてニューブランド賞を受賞した。
シルキーズプラス系は読み応えのあるシナリオの作品、シルキーズSAKURAはエロ重視であり、「プラス」と「SAKURA」を繋ぐ（コネクト）ブランドとして誕生したのが「しるき～ずこねくと」であり、そのデビュー作である。公式の略称は、タイトルの「ホーム」「メイド」の頭文字と「スイートピー」の「ス」と「ピ」を拾って「ホメスピ」。
なお、キャラクターの名前は花に由来している。また、本作に登場するバーベナ荘は入居者を家族として扱うというルールがあるという設定であり、これに関連して入居者（家族）が増えると玄関の人形が増えるという演出が発生する。

## あらすじ
主人公・竜胆優征は居候先から生まれ故郷へと戻り、住処を探していた矢先、失踪した母親を探す春風菜ノ花と出会う。そこへ、白菊と名乗るメイドが現れ、彼女が運営するシェアハウス・バーベナ荘へ入居した。
ところで、このバーベナ荘には入居者を「家族」として扱うというルールがあった。菜ノ花からは父のようだと言われ、家出少女の鳳仙 栞からは亡き兄のようだと言われる。

## 登場人物

### 主人公
竜胆 優征（りんどう ゆうせい）
声 - なし
部屋番号：1階2号室

### ヒロイン
白菊（しらぎく）
声 - 今谷皆美
バーベナ荘の管理人を務めるメイド。彼女の住む1階1号室は管理人室でもある。見た目の変化が少なく、周囲に家族や知人と思しき姿がないなど謎めいたところがある。
春風 菜ノ花（はるかぜ なのか）
声 - 要しおり
母親と離れ離れになったことがきっかけで優征とともにバーベナ荘へ入居することになった少女。同年代の少女と比べると年寄り臭いところがある。
部屋番号：1階3号室
鳳仙 栞（ほうせん しおり）
声 - 北大路ゆき
家庭崩壊と兄の死により家出してきた少女。派手な見た目だが、実際は内気な性格をしている。
部屋番号：2階6号室
藤野 さくら（ふじの さくら）
声 - 白月かなめ
ワーカホリックの女性。最愛の弟を事故で失っており、優征に弟の面影を見出す。
部屋番号：2階5号室
花菱 牡丹（はなびし ぼたん）
声 - みたかりん
かつての売れっ子小説家。両親を火事で亡くしている。住んでいたアパートを追われ、行き倒れていたところを主人公に助けられた。
部屋番号：2階4号室

### サブキャラクター
秋野 茉莉花（あきの まりか）
声 - 蒼乃むすび
菜ノ花の同級生。
雪ノ下 結菜（ゆきのした ゆうな）
声 - 天知遥
栞の姉貴分。派手な見た目をしているが、実際は性経験がない。
柚木 菖蒲（ゆずき あやめ）
声 - 葵時緒
さくらの仕事先の先輩兼飲み仲間。
花菱 絵里香（はなびし えりか）
声 - 冬峰小鈴
牡丹の担当編集者。
居酒屋マスター（いざかやますたー）
声 - 夏町甚平
居酒屋「白菊」のマスター。
紬（つむぎ）
声 - 有栖ねね
菜ノ花の友人。
陽葵（ひまり）
声 - 逢坂菜乃花
菜ノ花の友人。
凛（りん）
声 - 水城すい
菜ノ花の友人。

## 制作

### 背景・スタッフィング
シルキーズプラス広報担当・たまは、『彼女は友達ですか? 恋人ですか? それともトメフレですか?』（DESSERT Soft、以下：『彼女は友達ですか? 』）のシナリオに新鮮味を感じていた。その後、たまは同作のディレクター・鬼ごはんと出会い、機会があれば仕事させてほしいと頼み込んだ。
一方、鬼ごはんはシルキーズプラスについて、シナリオを重視すると同時に、イベント等の広報活動を積極的に行うブランドとして認知しており、たまから声をかけられた際は驚いたが、力になりたいという考えからオファーを引き受けたと、「BugBug」2022年7月号に掲載された座談会で述懐している。また、この時シルキーズプラス内部では、ほのぼのとした美少女ゲームを主体としたレーベルを作ろうという話が出ていたが、鬼ごはんとの接点ができたことにより、この話が具体化し、「しるき～ずこねくと」誕生へとつながった。
鬼ごはんは過去に『神様のしっぽ ～干支神さまたちの恩返し～』（DESSERT Soft、以下：『神さまのしっぽ』）のシナリオを手掛けた際、原画家を務めたGo-1がこちらの注文に対して的確に応じてくれたと感じており、本作の原画家として推薦した。Go-1は元々シルキーズプラスのファンであり、オファーを受けた際は素直にうれしかったと話している。

### シナリオ・セッティング
本作は、これまでの鬼ごはんの作品以上に、「家族」や「絆」をより前面に押し出した物語となった。Go-1は『神様のしっぽ』のシナリオも温かな感じがしたと述べており、本作もまた鬼ごはんらしいシナリオだったと話している。たまも皆で企画書を読んだ際、鬼ごはんの作品に感じられた魅力にあふれ、かつシルキーズプラスで出せば新鮮味を感じられると確信したため、訂正はせずこのままお願いすることにしたと話している。『彼女は友達ですか?』がシェアハウスを題材としていたのに対し、本作に登場する「バーベナ荘」により古い印象を持たせたことについて、鬼ごはんはブランドの特性を意識したと答えている。具体的には、シルキーズプラス作品は懐かしさを感じる物語を魅力としており、バーベナ荘を「昭和的な下宿屋さんを令和にアップデートした感じです。」と表現している。
物語の主体はバーベナ荘だが、住民たちの生活を描く中で、それ以外の場所で起こる出来事も用意された。
なお、物語にシルキーズプラスのようなどんでん返しはなく、「シルプラ生放送」でも鬼ごはんが「そういうことはない」と強調している。

### キャスティング
キャスティングに際しては、キャラクターに合う声を第一条件に、人気や実績が選定条件として課された。また、レーベルのデビュー作であることから、シルキーズプラスとしても新鮮味を感じられることや、イベントや生配信に参加できる者など、複数の観点から選出された。また、鬼ごはんとGo-1からも候補が出され、鬼ごはんを中心に最終決定がなされた。
シナリオ執筆に際し、鬼ごはんはキャラクターの声のおおまかなイメージを描いており、シルキーズプラスとGo-1のイメージをすり合わせるため、時間がかかったと述懐している。最も時間がかかったのは白菊であり、物語上の立ち位置に加え、謎が多いキャラクターだったため、かなり悩んだと鬼ごはんは振り返っている。

### グラフィック
グラフィック面においては、キャラクターをかわいく見せるために、明るい色合いが用いられた。また、本作では寝間着や部屋着、さらには祭りに行くときの着物など、衣装差分が多数用意された。
Go-1によると、部屋着はおおまかな指定があったものの、牡丹のTシャツのデザインなどは自分が入れたと明かしている。

## スタッフ
- 企画・シナリオ - 鬼ごはん[4]
- キャラクターデザイン・原画 - Go-1[4]
- 人形デザイン - 野愛におし[1]

## 主題歌
主題歌「あなたの帰る場所」
作詞・歌唱 - Rita / 作曲・編曲 - 内山利彦（Blueberry & Yogurt）
エンディングテーマ「終わりのない奇跡」
作詞・歌唱 - Rita / 作曲・編曲 - 内山利彦（Blueberry & Yogurt）

## 反響

### 売り上げ
本作はその発売月の売り上げにおいてアダルトゲーム月刊誌『BugBug』の集計で9位を獲得した。

### 評価
ニュースサイト「BugBug.news」に寄せられた体験版のレビューでは、本作の魅力として、血のつながりがないながらも本物の家族のような関係を描いた温かで優しいストーリーが挙げられた。レビュアーは、各ヒロインの家族がいない理由が重いからこそ、住人同士の交流で心の傷をいやして立ち直る様子に感動できるのではないかと思っていると述べている。
『BugBug』2022年12月号に本作のレビューが掲載されている。重たい事情を抱えてバーベナ荘に集まってきた本作のヒロイン5人に共通するものは「幸せな家族の風景」を知らないことである。主人公は彼女たちの求めに応じ、父親、兄、弟、主人といった役割を務めていく。こうした関係性が織りなす共通ルートの人間模様について、レビュアーのNOVは、ヒロインたちが抱える問題の重大さに反比例するかのように、心温まる光景の連続であったと述べている。物語が個別ルートへ入ると、選択されたヒロインそれぞれが自分に「幸せな家族の風景」が欠けてしまった理由と向き合い、主人公や新しい家族とともに乗り越えていく展開が描かれるが、NOVは個別ルートの展開について「どのヒロインのルートも胸に迫るものがあり甲乙つけ難かった」と評している。NOVはヒロインの主人公に対する「お父さん」「お兄ちゃん」といった呼び方がエッチシーンにおいて継続する点を、背徳感をそそるものと特に評価している。